# B.J. Harrison
B.J. Harrison es un personaje ficticio de la película El padrino III, interpretado por el actor George Hamilton. Harrison es el abogado y asesor personal de Michael Corleone tras la muerte de Tom Hagen. Harrison, estadounidense sin raíces italianas, representa el anhelo de Michael por ser visto como un empresario estadounidense legítimo, plenamente integrado en la sociedad.
El personaje fue creado por Francis Ford Coppola debido a la negativa de Robert Duvall para interpretar a Tom Hagen en El padrino III, después de que Coppola se negara a satisfacer las pretensiones salariales de éste.